# Ланца, Доменико
Доменико Ланца (итал. Domenico Lanza, 28 мая 1868 — 1940) — итальянский ботаник, профессор ботаники, натуралист (естествоиспытатель), директор Ботанического сада Палермо и адвокат.

## Биография
Доменико Ланца родился 28 мая 1868 года.
Доменико получил юридическое образование, но впоследствии стал заниматься естественными науками, став молодым учёным и коллекционером растений, и через некоторое время получил две учёные степени, одна из которых — в области естественных наук, а в 1891 году, в возрасте 23 лет, был зачислен в штат Ботанического института Палермо как помощник Агостиньо Тодаро, а также как адвокат и натуралист.
Ланца посвятил большую часть своей деятельности ботанике и активно участвовал в расширении Института и Ботанического сада. В 1895 году Доменико Ланца создал в Сицилии коллекцию растений семейства Aytoniaceae. Получив звание профессора в 1917 году, в течение нескольких лет он занимался проведением бесплатного курса ботанической систематики. Он был профессором ботаники и директором Ботанического сада Палермо на протяжении двух лет, с 1921 по 1923 год. Достигнув преклонного возраста и выйдя на пенсию в 1924 году, Доменико получил должность помощника-куратора гербария.
Доменико Ланца умер в 1940 году.

## Научная деятельность
Доменико Ланца специализировался на семенных растениях. Доменико описал несколько десятков видов растений, большинство из которых были описаны впервые. В частности, это виды растений рода Календула, Паслён, Дереза, Циссус.